# Jesús Esteban Catalá Ibáñez
Jesús Esteban Catalá Ibáñez (ur. 22 grudnia 1949 w Villamarchante) – hiszpański duchowny katolicki, biskup Malagi w latach 2008-2025 

## Życiorys

### Prezbiterat
Święcenia kapłańskie otrzymał 3 lipca 1976 i został inkardynowany do archidiecezji walenckiej. Pracował jako duszpasterz parafialny oraz jako współpracownik diecezjalnej delegatury ds. duszpasterstwa powołań. W 1985 rozpoczął pracę jako asystent przy sekretariacie generalnym Synodu Biskupów, zaś dwa lata później został jego pełnoprawnym pracownikiem.

### Episkopat
25 marca 1996 papież Jan Paweł II mianował go biskupem pomocniczym archidiecezji Walencji, ze stolicą tytularną Urusi. Sakry biskupiej udzielił mu w walenckiej archikatedrze 11 maja 1996 kard. Agustín García-Gasco Vicente.
27 kwietnia 1999 został biskupem ordynariuszem diecezji Alcalá de Henares, zaś 10 października 2008 został przeniesiony do diecezji Malaga (ingres odbył się 13 grudnia 2008).
27 czerwca 2025 papież Leon XIV przyjął jego rezygnację z urzędu biskupa Malagi złożoną ze względu na wiek. 